# Paralimnophila (Paralimnophila) murdunna
Paralimnophila (Paralimnophila) murdunna is een tweevleugelige uit de familie steltmuggen (Limoniidae). De soort komt voor in het Australaziatisch gebied.